# اسکانلون ۸۱۳۱
سیارک ۸۱۳۱ (به انگلیسی: 8131 Scanlon، نامگذاری:1976SC) هشت هزار و صد و سی و یکمین سیارک کشف شده‌است که در ۲۷ سپتامبر ۱۹۷۶ کشف شد.
قدر مطلق سیارک برابر ۱۳٫۰۰ است.